# Irton Cross
La Irton Cross es una cruz anglosajona situada en el cementerio de la Iglesia de San Pablo, Irton, Cumbria, Inglaterra en el Reino Unido. Data de principios del siglo noveno, se encuentra cronológicamente entre la Cruz Bewcastle y la cruz Gosforth y tiene una mayor afinidad con el estilo anglo-romano anterior de Bewcastle.  La cara oeste tiene dos paneles de entrelazado, entre las cuales existe un panel en el que una vez hubo tres líneas de runas, todo lo cual está rodeado por un borde del knotwork. La cara este tiene también dos paneles con un patrón clave diagonal, y dos con estructuras, que son en realidad pequeñas cruces hundidas.